# 情報処理技能者養成施設
情報処理技能者養成施設（じょうほうしょりぎのうしゃようせいしせつ）は、国の緊急経済対策（雇用促進対策）として雇用促進事業団（独立行政法人雇用・能力開発機構の前身）が設置し、運営が職業訓練法人等に委託されていた第三セクターの職業訓練施設。コンピュータ・カレッジとも呼ばれる。2011年3月31日、独立行政法人雇用・能力開発機構の業務としては廃止された。
学校教育法に規定される教育施設（大学、短期大学、専修学校（専門学校を含む）、各種学校など）ではない。

## 沿革
1987年（昭和62年）、労働省は情報処理技術者不足を背景として「情報処理技術者等養成施設に関する基本方針」を決定した。それを受けて、労働省所管の特殊法人である雇用促進事業団は、1988年（昭和63年）から1991年（平成3年）にかけて、全国に15校の情報処理技能者養成施設を設置した。雇用促進事業団は、運営を職業訓練法人（一部は財団法人）に委託し、認定職業訓練として高卒者対象の普通職業訓練（2年制）を実施している。15校のうち、2000年（平成12年）から2008年（平成20年）にかけて4校が閉校となり、2008年（平成20年）4月の時点で11校が運営されていた。
厚生労働省は、2008年12月24日の閣議決定「雇用・能力開発機構の廃止について」の方針に伴い、2010年度末で一律に全ての情報処理技能者育成施設を廃止する方針を決定した。
2011年4月時点では、閉校が8校、学生募集停止が2校、その他の5校については2011年度入学の学生募集も行っていたが、募集停止2校を含む3校が2012～2015年度末をもって閉校となった。施設の譲渡や地元企業の支援などにより、2022年4月時点では4校が運営されている。

## 概要
情報処理技術者の不足が叫ばれていた設立当時の時代を背景として、入学者を第二種情報処理技術者（現在の基本情報技術者に相当）に合格させることを目標に設立された。運営にあたる職業訓練法人は、地元自治体や商工団体、情報処理関連企業等が参画して設立されており、地域の雇用促進と地域経済の発展に貢献することを目的としている。職業訓練のレベルに関しては、高校卒業者を対象とする2年制の職業能力開発短期大学校（愛称: ポリテクカレッジ）が高度職業訓練であるのに対して、同じく高校卒業者を対象とする2年制の情報処理技能者養成施設（コンピュータ・カレッジ）は普通職業訓練とされている。現在、目標に掲げている資格は基本情報技術者であるが、初級システムアドミニストレータ、ソフトウェア開発技術者、情報セキュリティアドミニストレータ等の合格も目指していた。

## 情報処理技能者養成施設一覧
- あおもりコンピュータ・カレッジ、青森県青森市（1989年開校、職業訓練法人青森情報処理開発財団）
- 北上コンピュータ・アカデミー、岩手県北上市（1991年開校、職業訓練法人北上情報処理学園）
- いわきコンピュータ・カレッジ、福島県いわき市（1991年開校、職業訓練法人いわき情報処理開発財団）
- いさはやコンピュータ・カレッジ、長崎県諫早市（1988年開校、職業訓練法人西九州情報処理開発財団）

閉校した施設
- 北海道中央コンピュータ・カレッジ、北海道美唄市
  - 1989年開校、2015年3月閉校、職業訓練法人美唄情報開発学園[6]
  - 美唄未来開発センターが、卒業生に対する各種証明書発行事務を引き継ぐ[7]。
- 室蘭システム・アカデミー、北海道室蘭市
  - 1988年開校、2000年3月閉校
- 真岡コンピュータ・カレッジ、栃木県真岡市
  - 1989年開校、2010年度学生募集停止、2011年3月閉校、職業訓練法人真岡情報処理学園
  - 真岡市役所産業部が、卒業生に対する各種証明書発行事務を引き継ぐ[8]。
- 信濃川テクノ・アカデミー、新潟県小千谷市
  - 1988年開校、2008年3月閉校、職業訓練法人新潟情報処理開発財団
  - (一財)小千谷市産業開発センターが、業務の一部（職業訓練、能力開発等）及びその卒業生に対する各種証明書発行事務を引き継ぐ[9]。
- はりまコンピュータ・カレッジ（旧称: 西播磨コンピュータ・カレッジ）、兵庫県上郡町播磨科学公園都市
  - 1991年開校、2008年3月閉校、職業訓練法人西播磨情報処理人材開発財団
  - 兵庫県職業能力開発協会が、卒業生に対する各種証明書発行事務を引き継ぐ[10]。
  - 校舎・施設は兵庫県立大学附属中学校・高等学校として活用されている。
- 周南コンピュータ・カレッジ、山口県光市
  - 1991年開校、2011年度学生募集停止、2012年3月閉校、職業訓練法人周南コンピュータ・カレッジ
  - 光市役所商工観光課が、卒業生に対する各種証明書発行事務を引き継ぐ[11]。
- 今治コンピュータ・カレッジ、愛媛県今治市
  - 1989年開校、2010年度学生募集停止、2011年3月閉校、職業訓練法人東予情報処理技術振興財団
  - 今治市役所産業振興課が、業務の一部（人材育成、訓練等）及び卒業生に対する各種証明書発行事務を引き継ぐ[12]。
- 直方コンピュータ・カレッジ、福岡県直方市
  - 1990年開校、2008年度より1年制、2011年度学生募集停止、2011年3月閉校、財団法人直鞍情報・産業振興協会
  - 直鞍産業振興センターが、卒業生に対する各種証明書発行事務を引き継ぐ[13]。
- 久留米コンピュータ・カレッジ、福岡県久留米市
  - 1989年開校、2011年度学生募集停止、2012年3月閉校、職業訓練法人久留米地区職業訓練協会[14]
  - 久留米地域職業訓練センターが、卒業生に対する各種証明書発行事務を引き継ぐ[15]。
- 中津コンピュータカレッジ、大分県中津市
  - 1990年開校、2009年度学生募集停止、2010年3月閉校、職業訓練法人中津情報処理学園
  - 中津市役所企業立地・雇用対策課が、卒業生に対する各種証明書発行事務を引き継ぐ[16]。
- 延岡コンピュータ・カレッジ、宮崎県延岡市
  - 1990年開校、2001年閉校